# Acinární buňka
Acinární buňky jsou dominantním buněčným typem ve slinivce břišní. Jsou to epiteliální, sekretorické buňky zodpovědné za exokrinní vylučování zymogenů trávicích enzymů a hydrogenuhličitanů z pankreatu do lumen střeva. Svůj název získaly buňky z latinského acinus = kulička hroznového vína, protože svou těsnou agregací při formování acinární žlázy připomínají hrozen.

## Výskyt

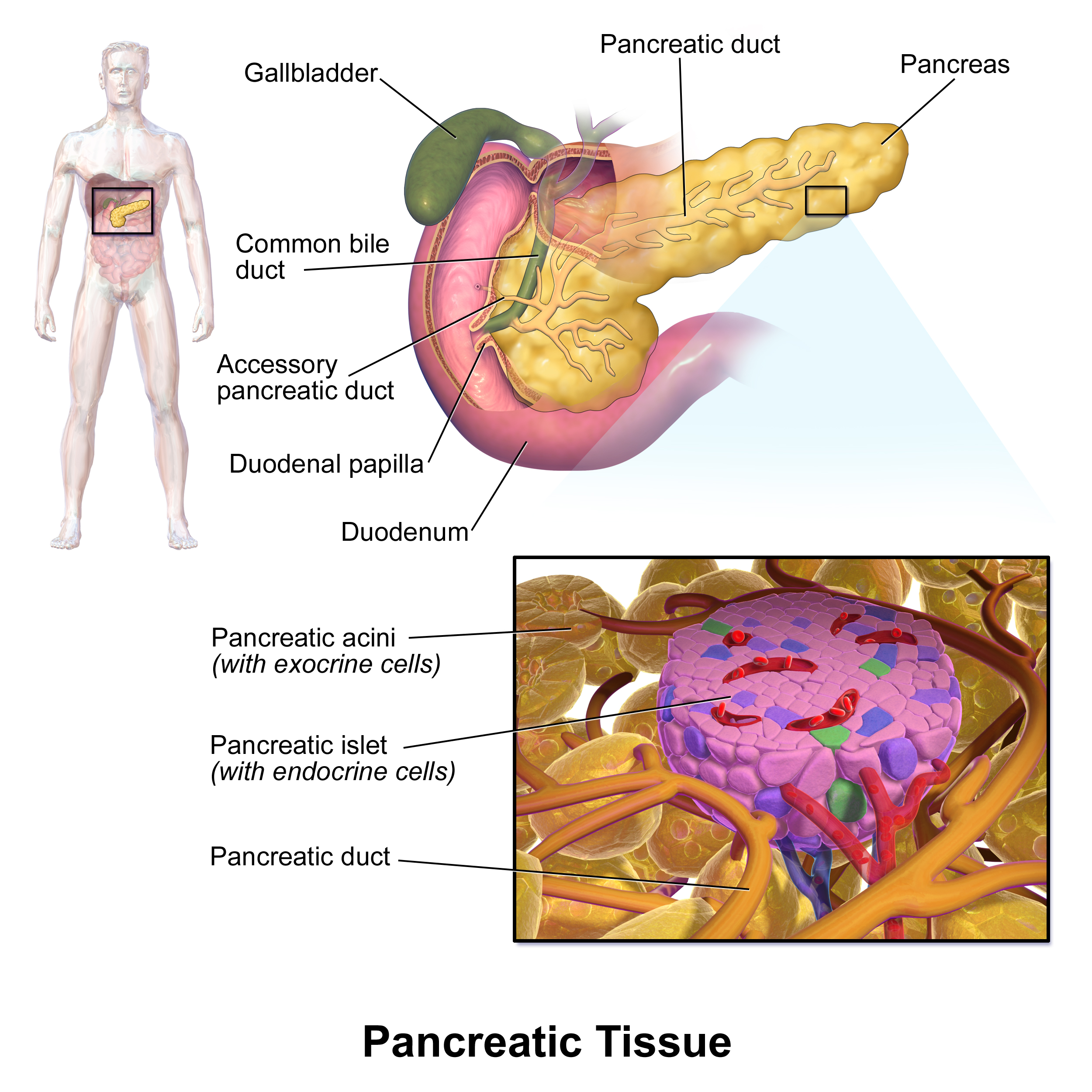
Struktura tkáně pankreatu a jeho hlavní vývody

Acinární buňky jsou hlavní složkou tkáně slinivky břišní. Tvoří stěny acinárních žláz, ze kterých potom vybíhají vývody ústící do hlavního Wirsungova vývodu. Ten slouží k transportu sekretu prekurzorů trávicích enzymů, pankreatických šťáv a hydrogenuhličitanů do dvanáctníku. Do něho vyúsťuje v místě zvaném Vaterská papila společně se žlučovodem.Dále se v pankreatu vyskytují centroacinární buňky a tzv. Langerhansovy ostrůvky, tvořené několika buněčnými typy, které zajišťují funkci endokrinní sekrece. Ty ovšem tvoří pouze 1-2 % slinivkové tkáně.

## Diferenciace
Progenitorové buňky slinivky břišní jsou prekurzorem všech buněčných typů tohoto orgánu bez ohledu na jejich funkci. Jedná se o multipotentní kmenové buňky. K následné diferenciaci a aktivaci tzv. Notch receptoru dochází po indukci molekulami jako follistatin či fibroblastové růstové faktory (FGF). Samotná diferenciace má tři části – prediferenciovanou, protodiferenciovanou a diferenciovanou fázi, které rozlišujeme podle úrovně aktivity vylučování trávicích enzymů (nedetekovatelná, nízká a vysoká). Po vystavení acinárních buněk určitým růstovým faktorům můžeme jejich funkci změnit na endokrinní.

## Struktura
Tvar acinárních buněk je pyramidovitý, což umožňuje vytvořit shluk několika těchto buněk orientovaných radiálně tak, aby uprostřed vznikla malá dutina. Tímto způsobem vzniká merokrinní, acinární žláza. Jsou to buňky s apikálně-bazolaterální polarizací. Na apikální straně buňky se nacházejí zymogenní granule. Jsou to organely zodpovědné za samotnou syntézu prekurzorů trávicích enzymů. Po obdržení příslušného hormonálního signálu dochází pomocí váčkového transportu k exocytóze těchto enzymů do lumen žlázy, odkud je sekret následně odveden vývody.

## Funkce
Acinární buňky pankreatu zajišťují jeho exokrinní funkci. Podílejí se na sekreci trávicích enzymů rozkládajících ve střevě proteiny, lipidy i sacharidy. Enzymy jsou nejprve syntetizovány v neaktivním stavu jako tzv. prekurzory/zymogeny a aktivují se až v lumen střeva. Patří mezi ně například trypsinogen, chymotrypsin, prokarboxypeptidáza, proelastáza či kallikreinogen. Jejich sekrece je regulována bloudivým nervem a dále hormonálně. Když se trávenina dostane do střeva, buňky tvořící epitel sliznice dvanáctníku začnou produkovat hormony sekretin a cholecystokinin, které se krevním oběhem dostanou až do pankreatu, kde stimulují jeho exokrinní vylučování. Sekretin stimuluje produkci samotných pankreatických šťáv a hydrogenuhličitanu a chemocystokinin je stimulantem sekrece zymogenů trávicích enzymů.

## Patologie
Karcinomy acinárních buněk jsou poměrně vzácným onemocněním. Tvoří 1-2% maligních nádorů pankreatu. Z 85% postihují dospělé muže (průměrný věk 58- 62 let). Symptomy nejsou nijak specifické, může jít o bolesti břicha, nevolnost či zvracení, průjem nebo ztrátu na váze. 10-15% pacientů může postihnout tzv. lipase hypersecretion syndrome, který je indukován extrémní nadprodukcí lipázy nádorovými buňkami do krevního řečiště. Karcinom může snadno metastazovat, což nejčastěji postihuje játra.
Pankreatitida je zánětlivý proces, při kterém dochází k autodigesci slinivky břišní případně poškození i sousedních tkání. Nejčastěji je způsobena cholelitiázou či nadměrnou konzumací alkoholu. Během onemocnění se v acinárních buňkách hromadí proenzymy, což vede ke vzniku autofágních vakuol, které akumulují zymogenní granule, mitochondrie či další organely. Následně dojde vlivem kyselého pH k předčasné aktivaci zymogenů, čímž se spustí proces autofágie. Aktivované enzymy jsou poté vylučovány bazolaterální stranou buňky do pankreatu, kde způsobují autodigesci. Onemocnění se projevuje prudkou bolestí břicha, nevolností či zvracením bez pocitu úlevy. Léčí se snížením aktivity pankreatu a léky proti bolesti.